# 新桥站 (温州市)
新桥站位于中华人民共和国浙江省温州市瓯海区国铁温州西站南侧，是温州轨道交通S1线的一座中间站，该站于2019年1月23日投入运营。

## 車站構造

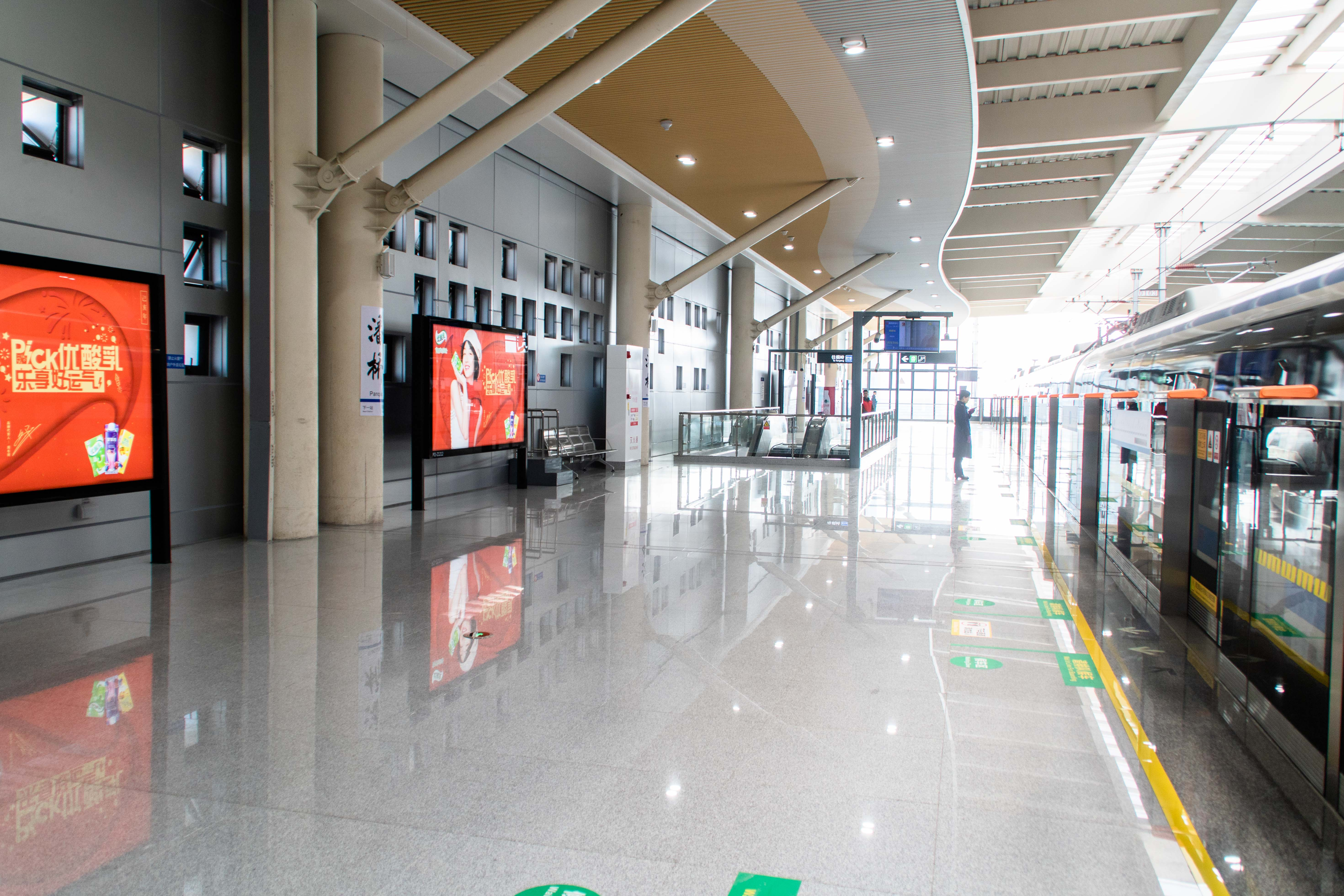
站台

### 楼层分布
侧式站台2面2线高架车站。
| 2F | 侧式站台，左边车门将会开启 | 侧式站台，左边车门将会开启                  |
| 2F | █ S1线往桐岭               |                                             |
| 2F | █ S1线往双瓯大道           |                                             |
| 2F | 侧式站台，左边车门将会开启 |                                             |
| 1F | 站厅层                     | 闸机、客服中心、出入口1、卫生间（非付费区） |

### 出入口
新桥站设有1座出口。
| 出入口编号 | 可前往目的地 |
| ---------- | ------------ |
| 1          | 海棠路       |